# Le Sept de trèfle
Pour l’article homonyme, voir Sept de trèfle.
Pour plus de détails, voir Fiche technique et Distribution.
Le sept de trèfle est un film français réalisé par René Navarre et sorti en 1921.
C'est un film à épisodes; le film a été restauré par le CNC.

## Épisodes
1. La carte fatale ;
2. L'idylle de Lottie ;
3. La princesse Irène ;
4. Le fond de l'abîme ;
5. Les deux frères ;
6. En cage ;
7. Le mariage de Lottie ;
8. Ce que femme veut ;
9. La dernière route ;
10. L'enjeu suprême ;
11. Les cachots de Venise ;
12. Le vainqueur du sept de trèfle[2].

## Fiche technique
- Réalisation : René Navarre
- Scénario : Gaston Leroux
- Production : Société des Cinéromans
- Photographie : Louis Dubois
- Date de sortie: 16 septembre 1921 ( France)

## Distribution
- Henri Bosc : Claude Michel
- Lise Jaffry : Princesse Irène
- Jacqueline Arly : Lottie
- Charles Casella : Le comte Silla
- Gina Manès : Noémie Modéran
- Auguste Javerzac : Hippolyte Modéran
- Léon Lorin : Théodore
- Louis Monfils : Le banquier Zappara
- Gennaro Dini